# LATAM Airlines Ecuador
LATAM Airlines Ecuador (zuvor Lan Ecuador) ist eine Linienfluggesellschaft mit Sitz in Guayaquil, Ecuador. Sie betreibt Linienflüge von ihren Drehkreuzen Guayaquil und Quito mit Flugzeugen, die je nach Bedarf von LATAM Airlines geleast werden. Sie befindet sich zu 55 % im Besitz von Translloyd und zu 45 % von LAN Airlines.

## Geschichte
Das Unternehmen wurde als Lan Ecuador im Juli 2002 gegründet und begann den Flugbetrieb am 28. April 2003. Derzeit plant LAN Ecuador ihr Angebot vor allem innerhalb von Südamerika zu erweitern. Deshalb nahm die Fluggesellschaft am 19. April 2009 erstmals Inlandsflüge auf. Der Erste fand zwischen den beiden Drehkreuzen Guayaquil und Quito statt. Anschließend folgten Cuenca und die Galapagos-Inseln. Alle Flüge werden mit Airbus A318 durchgeführt. Diese Verbindungen erlauben den Flughäfen einen Zugang zum gesamten oneworld-Netz. Außerdem wird die Fluggesellschaft ihr Angebot nach Kolumbien und in die Karibische Region erweitern.

## Services und Leistungen

### LANPASS
LANPASS, das Vielfliegerprogramm der LATAM Airlines bietet eine Vielzahl von Sonderangeboten, wie zum Beispiel gratis Flüge oder einen kostenlosen Aufstieg in eine höhere Klasse. Die Fluggäste sammeln pro Flug Meilen und können sich durch diese die Angebote „freischalten“.

### Im Flugzeug
Während des Fluges können Filme gesehen, Musik gehört und gegessen werden. Außerdem ist die LATAM Ecuador eine der wenigen Fluggesellschaften (z. B. Emirates) der Welt, bei denen man während des Fluges telefonieren darf. Außerdem bietet LATAM Ecuador einen online Check-in an. Dieser Service ermöglicht den Passagieren im Internet einzuchecken. Man kann den Sitzplatz auswählen und die Bordkarte ausdrucken. Das Einchecken ist zwischen 48 Stunden und zwei Stunden vor dem Abflug möglich.
Die LATAM Ecuador bietet ihren Fluggästen drei Beförderungsklassen an. Für die First Class stehen eigene Check-In Schalter zur Verfügung. Im Flugzeug befinden sich ergonomisch gestaltete Lie-Flat-Sitze, die sich komplett flach zum Liegen einstellen lassen. Außerdem befinden sich überall Steckdosen. Die Premium Business Class ist die zweithöchste Sitzplatzklasse.

## Flugziele
LATAM Ecuador betreibt internationale Linienflüge von ihren Drehkreuzen Guayaquil und Quito nach Süd- und Nordamerika. Außerdem wird eine Transatlantik Verbindung nach Madrid angeboten. Es werden beispielsweise Buenos Aires, Lima, Miami, New York und nach Santiago de Chile angeflogen.

## Flotte

### Aktuelle Flotte
Mit Stand April 2025 besteht die Flotte der LATAM Ecuador aus vier Flugzeugen mit einem Durchschnittsalter von 15,4 Jahren:
| Flugzeugtyp     | Anzahl | bestellt | Anmerkungen | Sitzplätze | Durchschnittsalter |
| --------------- | ------ | -------- | ----------- | ---------- | ------------------ |
| Airbus A319-100 | 4      |          |             | 144        | 15,4 Jahre         |
| Gesamt          | 4      | -        |             |            | 15,4 Jahre         |

### Aktuelle Sonderbemalungen
| Flugzeugtyp     | Luftfahrzeugkennzeichen | Bemalung                      | Zeitraum          | Bild |
| --------------- | ----------------------- | ----------------------------- | ----------------- | --- |
| Airbus A319-100 | HC-CPR                  | "Ecuador Flag"                | seit Mai 2024     | Bild gesucht Die Wikipedia wünscht sich an dieser Stelle ein Bild. Weitere Infos zum Motiv findest du vielleicht auf der Diskussionsseite . Falls du dabei helfen möchtest, erklärt die Anleitung , wie das geht. |
| Airbus A319-100 | HC-CPY                  | "Aerolínea oficial de La Tri" | seit Oktober 2023 | Bild gesucht Die Wikipedia wünscht sich an dieser Stelle ein Bild. Weitere Infos zum Motiv findest du vielleicht auf der Diskussionsseite . Falls du dabei helfen möchtest, erklärt die Anleitung , wie das geht. |

### Ehemalige Flugzeugtypen
In der Vergangenheit wurden auch Flugzeuge des Typs Boeing 767-300ER betrieben.